# USS Kitty Hawk (CV-63)
USS Kitty Hawk (CV-63) je letadlová loď Námořnictva Spojených států, která působila ve službě v letech 1961–2009. Jedná se o vedoucí loď stejnojmenné třídy. Byla poslední americkou letadlovou lodí s konvenčním (nejaderným) pohonem v aktivní službě.
Postavena a zařazena byla jako útočná letadlová loď s označením CVA-63, v roce 1973 byla překlasifikována na víceúčelovou letadlovou loď CV-63.

## Název
USS Kitty Hawk byla pojmenovaná po městě Kitty Hawk na východním pobřeží USA v Severní Karolíně, kde bratři Wrightové poprvé vzlétli s letadlem těžším než vzduch.

## Konstrukce
Loď byla vyzbrojena dvěma odpalovacími zařízeními střel Sea Sparrow, dvěma protiraketovými 20mm kanóny Phalanx CIWS, devíti 12,7mm kulomety (dostřel 1829 m) a dvěma kulomety M-60 (dostřel 595 m).
Nesla letadla F-14 Tomcat, F/A-18 Hornet, A-6E Intruder, S-3A/B Viking, E-2C Hawkeye, C-2A Greyhound a vrtulníky SH-3H Sea King.

## Historie
Stavba lodi byla zahájena 27. prosince 1956. Na vodu byla spuštěna dne 21. května 1960 a do služby zařazena 29. dubna 1961. Postavena byla v loděnicích New York Shipbuilding Corporation v Camdenu ve státě New Jersey.
K  mimořádné události došlo 21. března 1981 během americko-jihokorejského námořního cvičení Team Spirit 84. Kitty Hawk plula Japonským mořem 150 námořních mil východně od jihokorejského města Pchohang, přičemž ve 22:07 se srazila se sovětskou útočnou ponorkou K-314 projektu 671 (třída Victor I). Sovětská ponorka v průběhu sledovala americký svaz a když s ním ztratila kontakt, vynořila se přímo v dráze letadlové lodě. Ruský kapitán vydal pokyn k okamžitému ponoření, což však ponorka nestihla. Obě plavidla utrpěla poškození. Do boku letadlové lodě byl proražen otvor, kterým unikalo palivo, a část těžce poškozeného lodního šroubu sovětské ponorky zůstala zaseknuta v boku Kitty Hawk. K-314 musela být odtažena.
Během své služby se účastnila operací ve Vietnamu, při íránské krizi, operace Restore Hope v Somálsku a vzdušného úderu proti Iráku. V roce 1997 byla oceněna titulem „Battle Efficiency Award“, vyznamenáním pro nejlepší letadlové lodě v Pacifické flotě.
Z aktivní služby byla Kitty Hawk vyřazena dne 12. května 2009, nahradila ji nová letadlová loď USS George H. W. Bush. Od té doby zůstala odstavena v rezervách. V roce 2017 byla vyškrtnuta z rejstříku námořních plavidel a americké námořnictvo rozhodlo o jejím sešrotování. Před šrotací byla v loděnici Puget Sound Naval Shipyard zbavena výzbroje. V lednu 2022 vyrazila na svou poslední cestu z Bremertonu ve státě Washington do texaského Brownsvillu. Kvůli své velikosti nemohla Kitty Hawk využít Panamský průplav, a musela tak obeplout Jižní Ameriku. V květnu 2022 dorazila do Brownsvillu, kde byla zahájena její demontáž.